# Gill Beck (River Derwent)
Der Gill Beck ist ein Wasserlauf im Lake District, Cumbria, England. Er entsteht am südlichen Rand von Blindcrake und fließt in südlicher Richtung bis zu seiner Mündung in den River Derwent.
Der Gill Beck ist ein Site of Special Scientific Interest. Der Wasserlauf ist von geologischem Interesse, da er den Blick auf Lavaströme der Cockermouth Lava freigibt, die nur selten sichtbar ist. In Zusammenhang mit anderen sichtbaren Gesteinsschichten ermöglicht er eine gute zeitliche Einordnung der vulkanischen Aktivitäten.